# Presidenti dell'Indonesia
I presidenti dell'Indonesia dal 1945 ad oggi sono i seguenti.

## Lista
| Presidente | Presidente | Presidente | Presidente                           | Partito                                      | Elezione                                                         | Mandato         | Mandato         | Note |
| Presidente | Presidente | Presidente | Presidente                           | Partito                                      | Elezione                                                         | Inizio          | Fine            | Note |
| ---------- | ---------- | ---------- | ------------------------------------ | -------------------------------------------- | ---------------------------------------------------------------- | --------------- | --------------- | --- |
| 1          |            |            | Sukarno (1901–1970)                  | Indipendente                                 | Indipendenza dai Paesi Bassi.                                    | 18 agosto 1945  | 12 marzo 1967   | Dichiarò l'indipendenza dell'Indonesia dai Paesi Bassi. |
| 2          |            |            | Suharto (1921–2008)                  | Golkar/Militare                              | In seguito ad un colpo di Stato                                  | 12 marzo 1967   | 21 maggio 1998  | Dichiarò il Nuovo Ordine e fu a capo di una dittatura militare. Smantellò il Partito Comunista Indonesiano e supervisionò l'omicidio di massa e la detenzione di centinaia di migliaia di sospettati comunisti in tutto l'arcipelago. |
| 3          |            |            | Bacharuddin Jusu Habibie (1936–2019) | Golkar                                       | Prese il potere dopo le dimissioni di Suharto.                   | 21 maggio 1998  | 20 ottobre 1999 | Transizione democratica in Indonesia. Durante la sua presidenza Timor Est ha dichiarato l'indipendenza dall'Indonesia. Ha liberato migliaia di prigionieri politici. |
| 4          |            |            | Abdurrahman Wahid (1940–2009)        | Partito del Risveglio Nazionale              | 1999                                                             | 20 ottobre 1999 | 23 luglio 2001  | Responsabile del Nahdlatul Ulama. Primo presidente democraticamente eletto dell'Indonesia. Tentò di sciogliere il parlamento, ma subì un impeachment da quest'ultimo. |
| 5          |            |            | Megawati Sukarnoputri (1947 – )      | Partito Democratico Indonesiano di Lotta     | Impeachment di Abdurrahman Wahid, vicepresidente del precedente. | 23 luglio 2001  | 20 ottobre 2004 | Il quinto presidente dell'Indonesia e la prima donna a ricoprire questa carica. Figlia di Sukarno. Durante il suo mandato, Bali venne colpita da un grande attentato nel 2002 da parte del Jemaah Islamiyah. Ha perso le elezioni presidenziali del 2004 col suo ex Ministro di coordinamento della politica e della sicurezza. |
| 6          |            |            | Susilo Bambang Yudhoyono (1949 – )   | Partito Democratico                          | 2004, 2009                                                       | 20 ottobre 2004 | 20 ottobre 2014 | Il sesto presidente dell'Indonesia e primo presidente eletto per elezione diretta. Durante il suo mandato, parti di Sumatra furono devastate dal terremoto e dallo tsunami dell'Oceano Indiano del 2004. |
| 7          |            |            | Joko Widodo (1961 – )                | Partito Democratico Indonesiano di Lotta     | 2014, 2019                                                       | 20 ottobre 2014 | 20 ottobre 2024 | Il settimo presidente dell'Indonesia e il primo non emerso dell'élite politica del paese o per essere stato un generale dell'esercito. Durante il suo mandato l’economia indonesiana è cresciuta, gli indici di povertà si sono ridotti, sono stati ampliati i sussidi alle fasce più in difficoltà della popolazione e sono state costruite ed inaugurate svariate infrastrutture nel paese, sebbene diverse riforme approvate, tuttavia, abbiano parzialmente ridotto i diritti delle donne, della comunità LGBT, di altre minoranze e la libertà d’espressione. Durante il suo mandato è stato altresì approvato il trasferimento della capitale da Jakarta a Nusantara, una nuova città pianificata. |
| 8          |            |            | Prabowo Subianto (1951 – )           | Partito del Movimento della Grande Indonesia | 2024                                                             | 20 ottobre 2024 | in carica       | — |